# Alonsoa pallida
Alonsoa pallida är en flenörtsväxtart som beskrevs av Edwin. Alonsoa pallida ingår i släktet eldblommor, och familjen flenörtsväxter. Inga underarter finns listade i Catalogue of Life.